# Ordinary Superstar Tour
L'Ordinary Superstar Tour è il primo tour musicale della cantante giapponese Rina Sawayama, a supporto del suo EP di debutto Rina (2017).

## Scaletta
Questa scaletta rappresenta quella del concerto a Londra del 19 ottobre 2018. Non è, pertanto, rappresentativa per tutti gli spettacoli del tour.
1. Afterlife
2. 10-20-40
3. Valentine (What's It Gonna Be?)
4. Time Out (interlude)
5. Dynasty
6. Where U Are
7. Tunnel Vision
8. Play on Me
9. How We Were Then
10. Take Me As I Am
11. Cherry
12. Ordinary Superstar
13. Flicker
14. Cyber Stockholm Syndrome

## Date del tour
| Data              | Città         | Stato        | Luogo                  | Artisti d'apertura              |
| Nord America      | Nord America  | Nord America | Nord America           | Nord America                    |
| ----------------- | ------------- | ------------ | ---------------------- | ------------------------------- |
| 12 settembre 2018 | New York City | Stati Uniti  | Elsewhere              | Bubble T Dorian Electra         |
| 13 settembre 2018 | New York City | Stati Uniti  | Bowery Ballroom        | Clarence Clarity Dorian Electra |
| 14 settembre 2018 | Chicago       | Stati Uniti  | Subterranean           | Dorian Electra                  |
| 15 settembre 2018 | Toronto       | Canada       | The Velvet Underground | Dorian Electra                  |
| 18 settembre 2018 | Los Angeles   | Stati Uniti  | Teragram Ballroom      | Clarence Clarity Dorian Electra |
| 20 settembre 2018 | San Francisco | Stati Uniti  | Rickshaw Stop          | Dorian Electra                  |
| Europa            |               |              |                        |                                 |
| 19 ottobre 2018   | Londra        | Regno Unito  | Heaven                 | Oh Annie Oh S4U                 |